# Andělova zmola
Andělova zmola je přírodní rezervace poblíž obce Čechy pod Kosířem v okrese Prostějov. Oblast spravuje Krajský úřad Olomouckého kraje.

## Fotogalerie

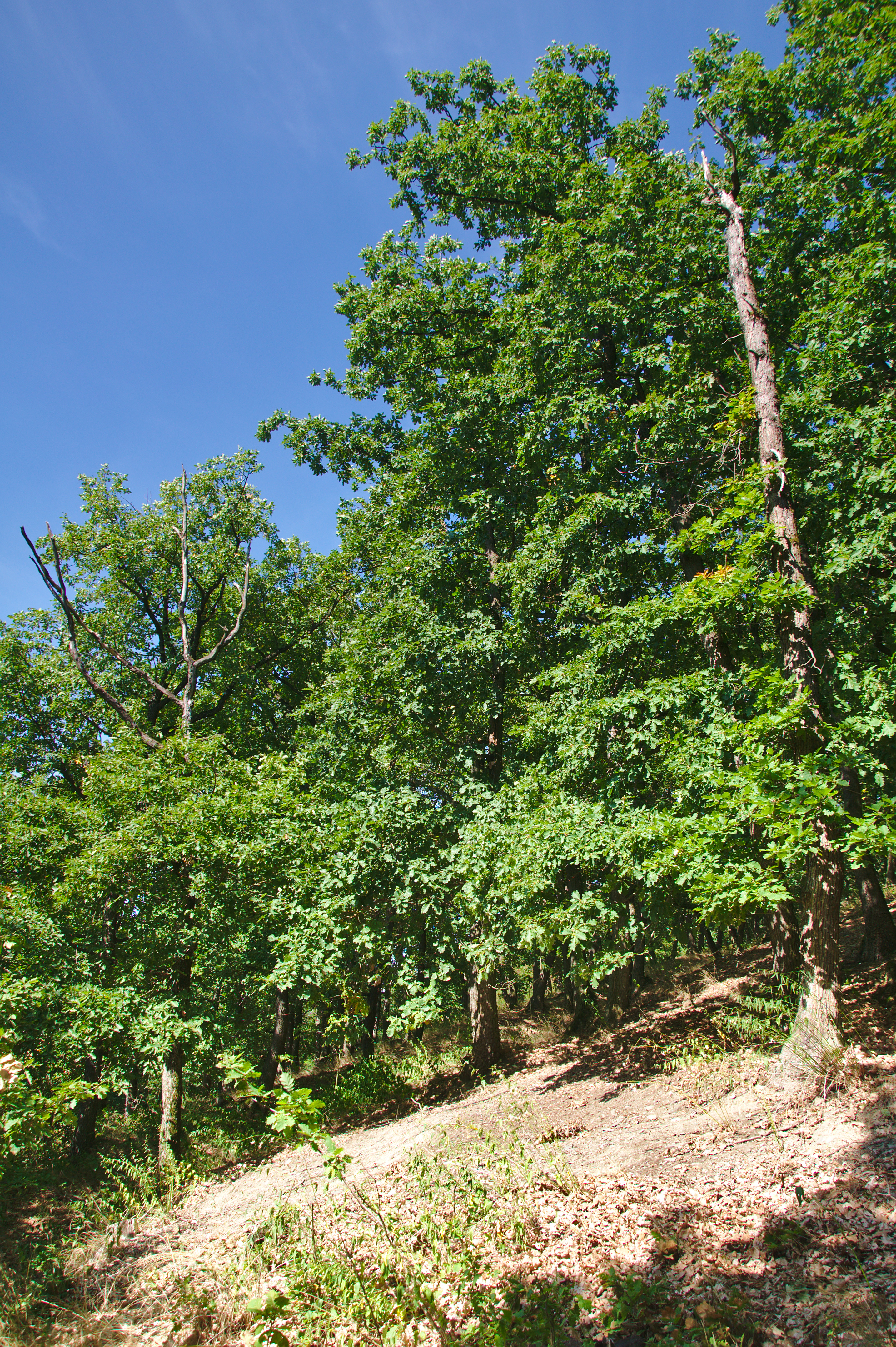
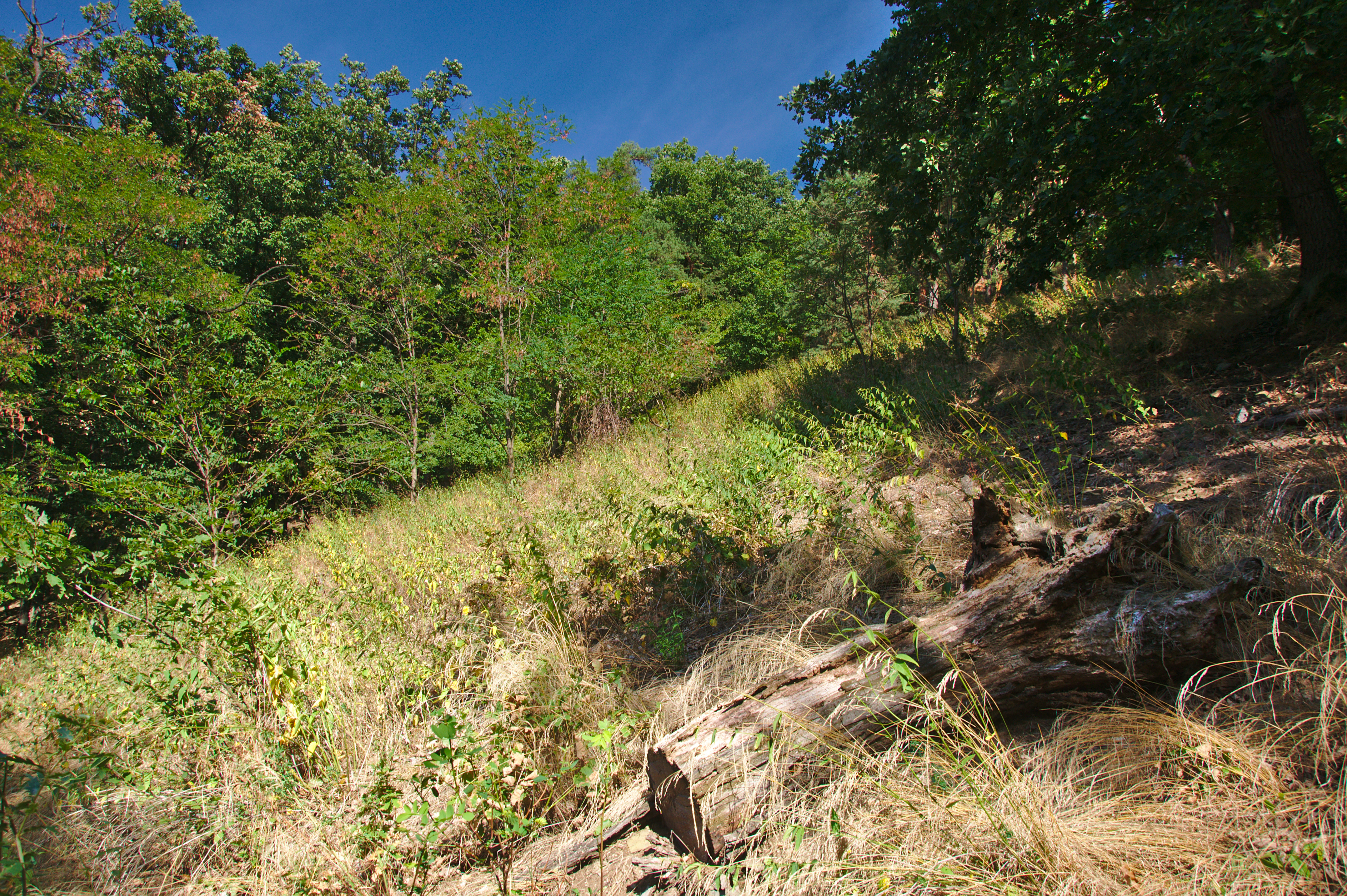
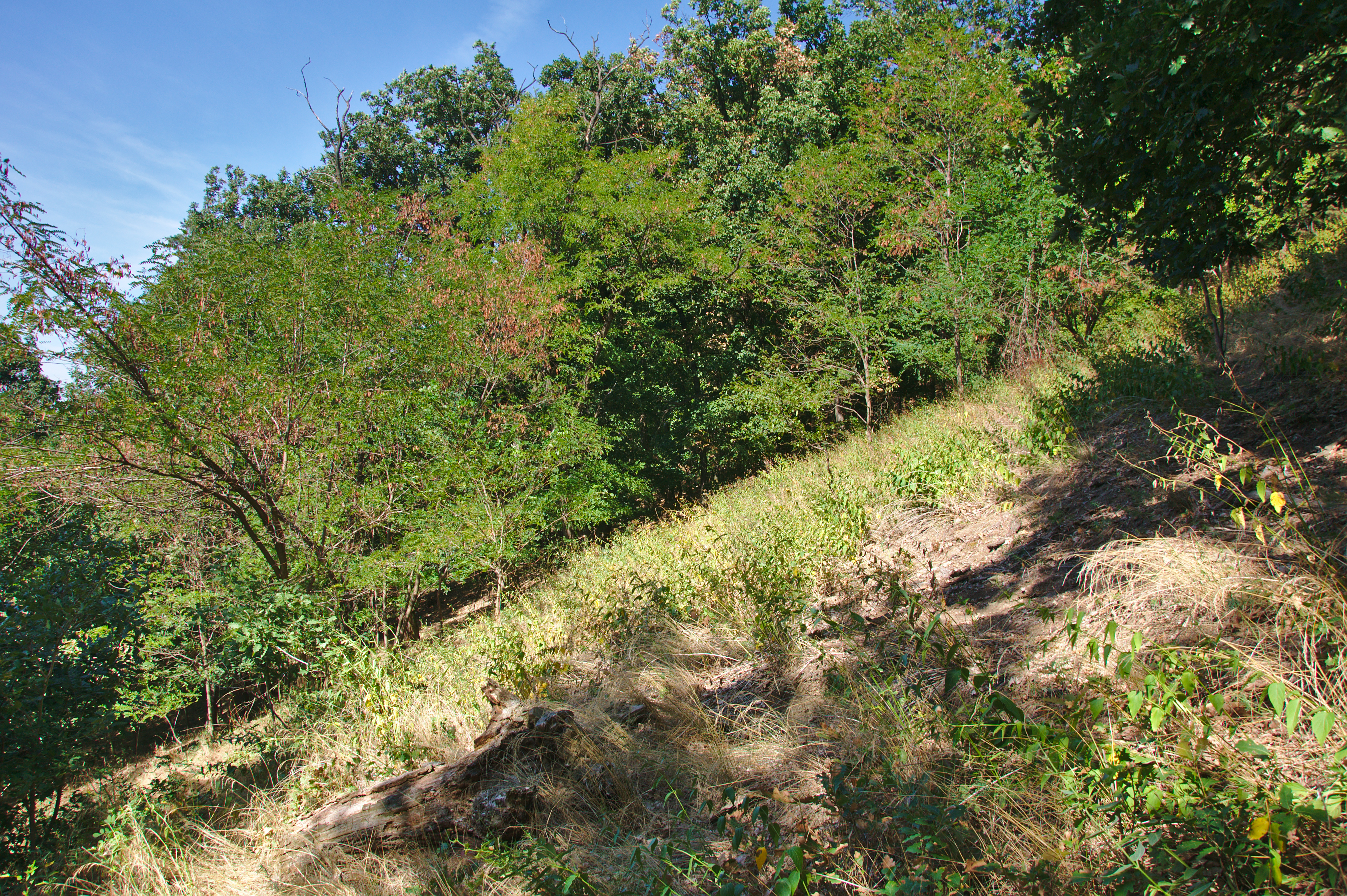
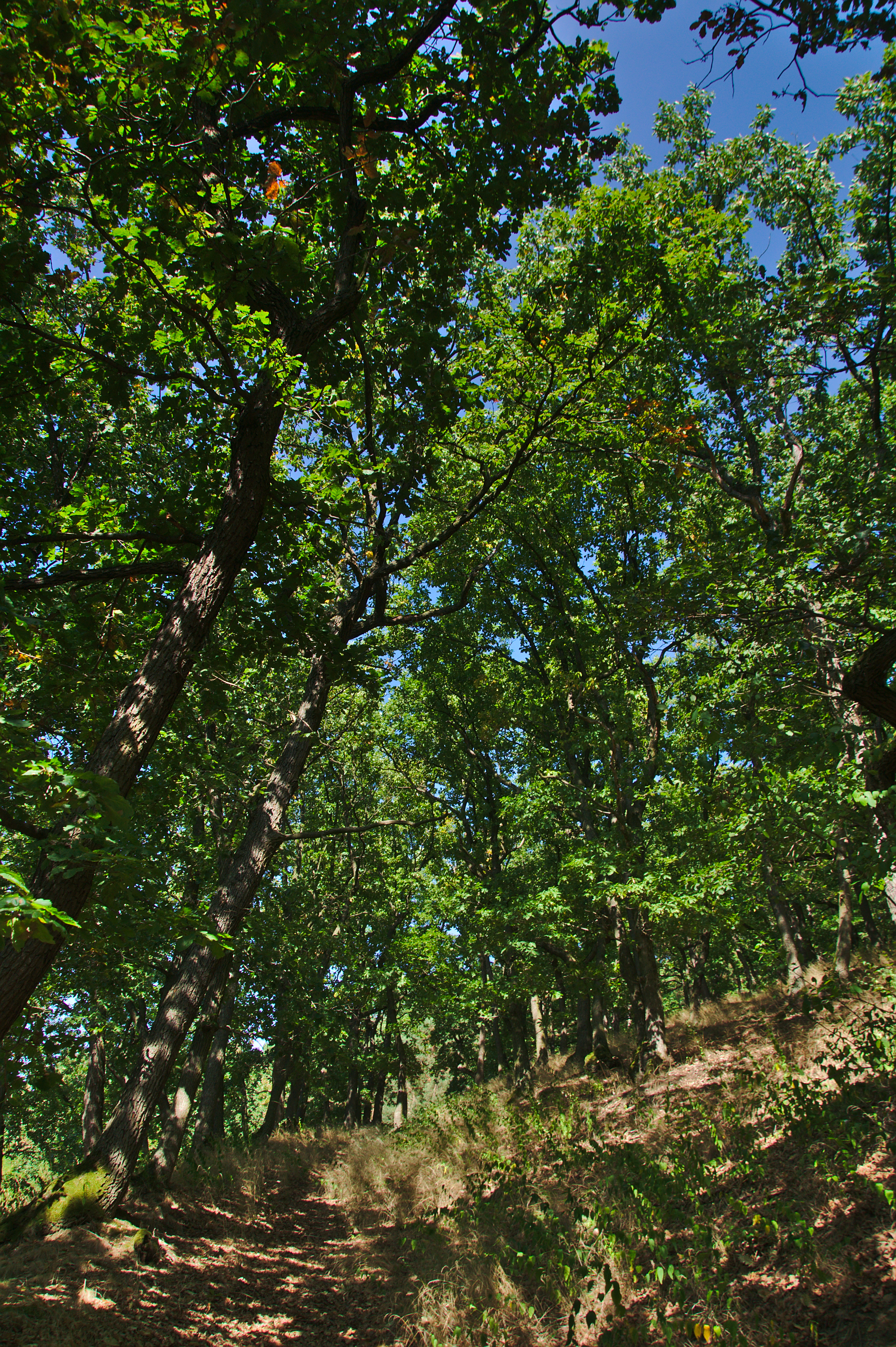
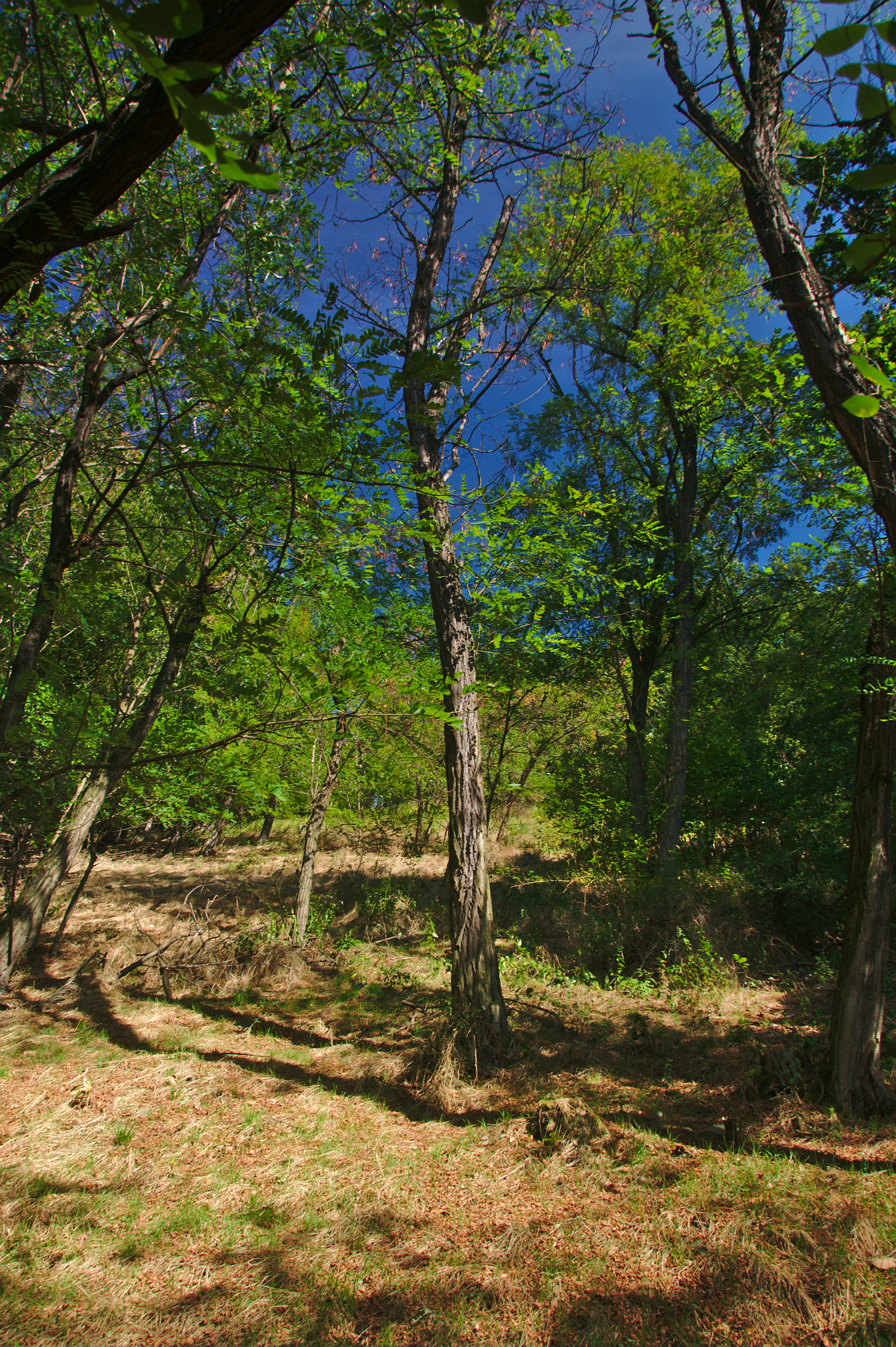

## Předmět ochrany
Důvodem ochrany jsou vysychavé doubravy velmi blízké původním porostům. Množství druhů nižších rostlin – mechů, játrovek, terestrických řas, lišejníků. Chráněné druhy jsou zastoupeny bělozářkou větevnatou (Anthericum ramosum), prvosenkou jarní (Primula veris), kopytníkem evropským (Asarum europaeum), bradáčkem vejčitým (Listera ovata), okroticí bílou (Cephalanthera damasonium) atd. Území je významné z hlediska ornitologického. Jako lesní společenstvo velmi blízké původnímu je významným ekologickým biocentrem regionálního významu.